# エドワード・ヤンの恋愛時代
『エドワード・ヤンの恋愛時代』（えどわーどやんのれんあいじだい、原題：獨立時代、英題：A Confucian Confusion）はエドワード・ヤン（楊徳昌）監督による1994年制作の台湾映画。

## 概要
裕福なエリート階級に属しながら心に空虚感を抱く若者たちが、人生の転機を迎える3日間を描く青春群像劇。同年の金馬奨で脚本・助演男優（王柏森（ワン・ポーセン））・助演女優（金燕玲（エレイン・チン））の3部門を受賞したほか、第47回カンヌ国際映画祭にも正式出品された。
2022年に4Kレストア版が第79回ヴェネツィア国際映画祭にて初公開され、同年のニューヨーク映画祭、第35回東京国際映画祭でも公開された。

## あらすじ
孔子曰く「この町は人口が多い」
冉有曰く「この先、どうすべきか」
孔子曰く「人を豊かにしよう」
冉有曰く「豊かになったら、何をすべきか」
あれから2千年後…台北はわずか20年ばかりのうちに、世界で最も裕福な街の一つになった。
【1日目】
新進演出家のバーディは新作舞台が有名小説の盗作だと騒がれ、カルチャー企業を経営するモーリーに泣きつきに来る。問題の小説は、彼女の義兄の作品なのだ。バーディ、モーリー、その右腕で親友でもあるチチ、チチの恋人で公務員のミンはみな学生時代からの友人だ。
モーリーの婚約者アキンは大陸へビジネスの勉強に行っていたが、彼女のよからぬ噂を聞きつけ台北に帰ってくる。彼は投資コンサルタントである友人ラリーに相談するが、ラリーはモーリーの会社で働く若い美人フォンと不倫関係にあり、モーリーに事実を追及される。ラリーは彼女の会社の経営悪化につけ込もうとしていたが、やむなく退散することに。
チチはミンから転職先を紹介されるが気のりせず、曖昧な返事をする。ミンは人当たりの良すぎる彼女の気持ちが分からなくなり、モーリーをやり玉に挙げると、チチと口論になる。
チチが帰宅するとモーリーから呼び出しを受けた。夜更けのプールサイドで2人は語らうが、チチは周囲から優等生ぶっていると言われるのが不満だと打ち明け、モーリーにも昔のように悩みを話してと訴える。
【2日目】
アキンはモーリーに、結婚の時期についてそれとなく探りを入れるが気のない返事。そんな折、彼はラリーに「モーリーとバーディが浮気している」と吹き込まれ激怒、乗り込んでいったTV局でバーディと乱闘を演じることに。モーリーはミンに昼食に誘われるが、チチが転職したがっていることを知り、困惑。オフィスでチチを激しくなじる。チチは自分の意向を無視したミンと絶交状態に。
女優志望のフォンはチチの紹介でバーディの稽古場へ。そこでバーディから口説かれるが、彼がモーリーに呼び出された隙に、乗り込んできたラリーと鉢合わせ。同行してきたアキンは、モーリーとバーディの喧嘩の場面に遭遇し、誤解が解けたうえ、バーディとも意気投合する。
自分の不手際で同僚を退職に追い込んでしまい落ち込んで帰宅したミン。すると家の前にはモーリーが待っていた。チチへの執り成しを頼もうとしたが、ミンは誰とも話す気は無いと無愛想に答え、2人は口論に、やがて取っ組み合いの喧嘩となる。ところが、成り行きでベッドインしてしまう。関係を急ぐモーリーを冷静に諭すミン。互いの感情は行き違う。
チチはモーリーの義兄で、バーディが争っている作家のもとへ。彼はかつて恋愛小説を書いていたが、今は厭世感に満ちた小説を上梓しようとしている。チチはそこで、「誰も私のことを分かってくれない」と泣き出し、作家から助言を受けるが、その妻であるモーリーの姉に追い出される。モーリーの姉と作家は仮面夫婦状態。TVキャスターの妻の方は仲をつなぎとめようと必死だが、夫はそんな状況に疲れ、反射的にチチに愛の希望を見いだし、タクシーに乗った彼女を追いかけるが、衝突して倒れてしまう。しかしそれが啓示になったのか、「深刻ぶらず、誠実に生きればいい。僕は間違っていた。」と、来た道を戻っていった。その言葉に考えさせられるチチ。
そして【3日目】の朝がやってくる―。

## キャスト
- チチ（琪琪）：陳湘琪（チェン・シャンチー）
- モーリー（Molly）：倪淑君（ニー・シューチン）
- ミン（小明）：王維明（ワン・ウェイミン）
- アキン（阿欽）：王柏森（ワン・ポーセン）
- フォン（小鳳）：李芹（リチー・リー）
- ラリー（Larry）：鄧安寧（ダニー・ドン）
- バーディ（Birdy）：王也民（ワン・イエミン）
- リーレン（立人）：陳以文（チェン・イーウェン）
- モーリーの義兄：閻鴻亜（イエン・ホンヤー）
- モーリーの姉：陳立美（チェン・リーメイ）
- ミンの父：徐明（シュイ・ミン）
- ミンの母：游美雲（ヨー・メイユン）
- ミンの父の内縁の妻：金燕玲（エレイン・チン）
- 主任（ミンの上司）：金士傑（チン・スーチェ）

## スタッフ
- 監督・脚本：楊徳昌（エドワード・ヤン）
- 製作総指揮：孫大偉（デービッド・サン）
- プロジェクト・コーディネーター：
- プロデューサー：余為彦（ユー・ウェイエン）
- 撮影監督：黄岳泰（アーサー・ウォン）、張展（チャン・チャン）、李龍禹（リー・ロンユー）、洪武秀（ホン・ウーショウ）
- 編集：陳博文（チェン・ポーエン）
- 音楽：李達濤（アントニオ・リー）
- 録音：杜篤之（ドゥ・ドゥチー）
- 美術：楊徳昌（エドワード・ヤン）、關傳雍（アーネスト・クァン）、姚瑞中（ヤオ・ルイチョン）